# 金口笔螺
金口笔螺（学名：Nebularia chrysostoma），是新腹足目笔螺科圆笔螺属的一种。主要分布于印度尼西亚、台湾，常栖息在浅海。